# Overgangsklasse hockey heren 2017/18
Het seizoen 2017/18 van de Overgangsklasse hockey bij de heren ging van start op 10 september 2017 en zal duren tot 13 mei 2018. Aansluitend vinden play offs voor het algehele kampioenschap, promotie/degradatie en plaatsing voor de nieuwe Promotieklasse plaats.
In het voorgaande seizoen degradeerden Qui Vive en Hurley uit de Hoofdklasse. Vanuit de Eerste klasse promoveerden Klein Zwitserland, Leonidas en USHC.

## Poule A
Stand
| pos | club         | gs | w  | g  | v  | pnt | dv | dt | ds  |
| --- | ------------ | -- | -- | -- | -- | --- | -- | -- | --- |
| 1.  | Hurley       | 22 | 17 | 2  | 3  | 53  | 82 | 34 | +48 |
| 2.  | Nijmegen     | 22 | 13 | 6  | 3  | 45  | 78 | 42 | +36 |
| 3.  | HIC          | 22 | 11 | 8  | 3  | 41  | 50 | 34 | +16 |
| 4.  | Schaerweijde | 22 | 11 | 4  | 7  | 37  | 84 | 50 | +34 |
| 5.  | HBS          | 22 | 10 | 6  | 6  | 36  | 54 | 51 | +3  |
| 6.  | Huizen       | 22 | 9  | 4  | 9  | 31  | 44 | 51 | -7  |
| 7.  | Voordaan     | 22 | 7  | 10 | 5  | 31  | 57 | 56 | +1  |
| 8.  | Were Di      | 22 | 8  | 2  | 12 | 26  | 47 | 62 | -15 |
| 9.  | Breda        | 22 | 6  | 5  | 11 | 23  | 59 | 63 | -4  |
| 10. | USHC         | 22 | 4  | 3  | 15 | 15  | 37 | 85 | -48 |
| 11. | Leiden       | 22 | 3  | 5  | 14 | 14  | 34 | 63 | -29 |
| 12. | Zwolle       | 22 | 3  | 5  | 14 | 14  | 41 | 76 | -35 |

Legenda
| Kleur | Kwalificatie voor                                   |
| ----- | --------------------------------------------------- |
|       | Kampioen overgangsklasse, promotie naar hoofdklasse |
|       | Play-offs om promotie naar de hoofdklasse           |
|       | Plaatsing voor promotieklasse                       |
|       | Play-offs om plaatsing voor de promotieklasse       |
|       | Play-offs tegen degradatie naar de eerste klasse    |

### Topscorers
| pos | Speler             | Club         | Goals |
| --- | ------------------ | ------------ | ----- |
| 1.  | Pieter-Jan Voerman | Schaerweijde | 34    |
| 2.  | Stijn Mennink      | Huizen       | 24    |
| 3.  | Philip Thiadens    | Hurley       | 23    |
|     | Kenny Bain         | Hurley       | 23    |
| 5.  | Adriaan Stolk      | Voordaan     | 21    |

## Poule B
Stand
| pos | club              | gs | w  | g | v  | pnt | dv | dt | ds  |
| --- | ----------------- | -- | -- | - | -- | --- | -- | -- | --- |
| 1.  | Klein Zwitserland | 22 | 14 | 3 | 15 | 45  | 71 | 41 | +30 |
| 2.  | Push              | 22 | 13 | 6 | 3  | 45  | 58 | 43 | +15 |
| 3.  | Qui Vive          | 22 | 11 | 8 | 3  | 41  | 71 | 52 | +19 |
| 4.  | Cartouche         | 22 | 12 | 4 | 6  | 40  | 63 | 40 | +23 |
| 5.  | Laren             | 22 | 10 | 6 | 6  | 36  | 59 | 41 | +18 |
| 6.  | Victoria          | 22 | 10 | 6 | 6  | 36  | 57 | 39 | +18 |
| 7.  | Zwart-Wit         | 22 | 8  | 6 | 8  | 30  | 49 | 51 | -2  |
| 8.  | Gooische          | 22 | 5  | 8 | 9  | 23  | 42 | 65 | -23 |
| 9.  | Phoenix           | 22 | 4  | 5 | 13 | 17  | 32 | 57 | -25 |
| 10. | Union             | 22 | 3  | 8 | 11 | 17  | 23 | 47 | -24 |
| 11. | Groningen         | 22 | 3  | 6 | 13 | 15  | 44 | 63 | -19 |
| 12. | Leonidas          | 22 | 3  | 6 | 13 | 15  | 34 | 64 | -30 |

Legenda
| Kleur | Kwalificatie voor                                   |
| ----- | --------------------------------------------------- |
|       | Kampioen overgangsklasse, promotie naar hoofdklasse |
|       | Play-offs om promotie naar de hoofdklasse           |
|       | Plaatsing voor promotieklasse                       |
|       | Play-offs om plaatsing voor de promotieklasse       |
|       | Play-offs tegen degradatie naar de eerste klasse    |

### Topscorers
| pos | Speler                | Club              | Goals |
| --- | --------------------- | ----------------- | ----- |
| 1.  | Mark Weber            | Qui Vive          | 26    |
| 2.  | Robbert van de Peppel | Laren             | 22    |
| 3.  | Steven Doorman        | Cartouche         | 19    |
| 4.  | Enzo Torossi          | Klein Zwitserland | 17    |
|     | Thijs van der Kamp    | Victoria          | 17    |

## Play-offs promotie
Na de reguliere competitie werd het seizoen beslist door middel van play-offs om te bepalen wie er promoveert naar de Hoofdklasse 2018/19. Er wordt gespeeld volgens het best-of-three principe: ieder duel moet een winnaar opleveren en staat er na de reguliere speeltijd een gelijke stand op het scorebord dan worden direct shoot-outs genomen).
Play off kampioenschap Overgangsklasse
| Datum                          | Wedstrijd                  | Uitslag       | Scoreverloop                                                                                      | Scheidsrechters         |
| ------------------------------ | -------------------------- | ------------- | ------------------------------------------------------------------------------------------------- | ----------------------- |
| 20 mei 2018, 15:00, Den Haag   | Klein Zwitserland - Hurley | 1 – 2 (1 - 0) | 22' Wisse Schapers 1-0, 44' Kenny Bain 1-1 (sb), 70' Philip Thiadens 1-2.                         | Soares de Brito Veerman |
| 26 mei 2018, 15:00, Amstelveen | Hurley - Klein Zwitserland | 1 – 2 (1 - 2) | 4' Martijn van Grimbergen 0-1 (sb), 7' Philip Thiadens 1-1 (sc), 29' Pieter-Dirck Swart 1-2 (sc). | De Kempenaer Retra      |
| 27 mei 2018, 15:00, Amstelveen | Hurley - Klein Zwitserland | 1 – 1 (0 - 0) | 66' Maarten Nyst 0-1, 69' Wouter Pastoor 1-1, Klein Zwitserland wint na shoot-outs: 1-3.          | Hembrecht Verwer        |

Play off nummer 2 Overgangsklasse
| Datum                        | Wedstrijd       | Uitslag       | Scoreverloop                                                                                   | Scheidsrechters        |
| ---------------------------- | --------------- | ------------- | ---------------------------------------------------------------------------------------------- | ---------------------- |
| 20 mei 2018, 15:00, Breda    | Push - Nijmegen | 1 – 1 (1 - 0) | 27' Floris van der Kroon 1-0 (sc), 65' Jim van de Venne 1-1, Nijmegen wint na shoot-outs: 2-3. | Damen Michels          |
| 26 mei 2018, 15:00, Nijmegen | Nijmegen - Push | 1 – 1 (1 - 1) | 8' Kjell Bakker 1-0, 14' Rogier Bantje 1-1, Nijmegen wint na shoot-outs: 5-4.                  | Heijster v/d Wall Bake |

Heren: 1981/82 · 1982/83 · 1983/84 · 1984/85 · 1985/86 · 1986/87 · 1987/88 · 1988/89 · 1989/90 · 1990/91 · 1991/92 · 1992/93 · 1993/94 · 1994/95 · 1995/96 · 1996/97 · 1997/98 · 1998/99 · 1999/00 · 2000/01 · 2001/02 · 2002/03 · 2003/04 · 2004/05 · 2005/06 · 2006/07 · 2007/08 · 2008/09 · 2009/10 · 2010/11 · 2011/12 · 2012/13 · 2013/14 · 2014/15 · 2015/16 · 2016/17 · 2017/18 · 2018/19

Dames: 1981/82 · 1982/83 · 1983/84 · 1984/85 · 1985/86 · 1986/87 · 1987/88 · 1988/89 · 1989/90 · 1990/91 · 1991/92 · 1992/93 · 1993/94 · 1994/95 · 1995/96 · 1996/97 · 1997/98 · 1998/99 · 1999/00 · 2000/01 · 2001/02 · 2002/03 · 2003/04 · 2004/05 · 2005/06 · 2006/07 · 2007/08 · 2008/09 · 2009/10 · 2010/11 · 2011/12 · 2012/13 · 2013/14 · 2014/15 · 2015/16 · 2016/17 · 2017/18 · 2018/19